# 次郎丸岳
次郎丸岳（じろうまるだけ）は、熊本県上天草市にある山である。

## 概要
九州百名山の一つ。次郎丸岳と太郎丸岳とは、兄弟関係であるといわれている山でもあり、山頂からは、阿蘇山や、有明海を望むことができる。また、伝説として、弟が兄より標高が高いのは、次郎丸岳が太郎丸岳の陰で夕日が見えないと頼んだので、兄が弟のために背を低くしたからであるという説がある。

## ギャラリー

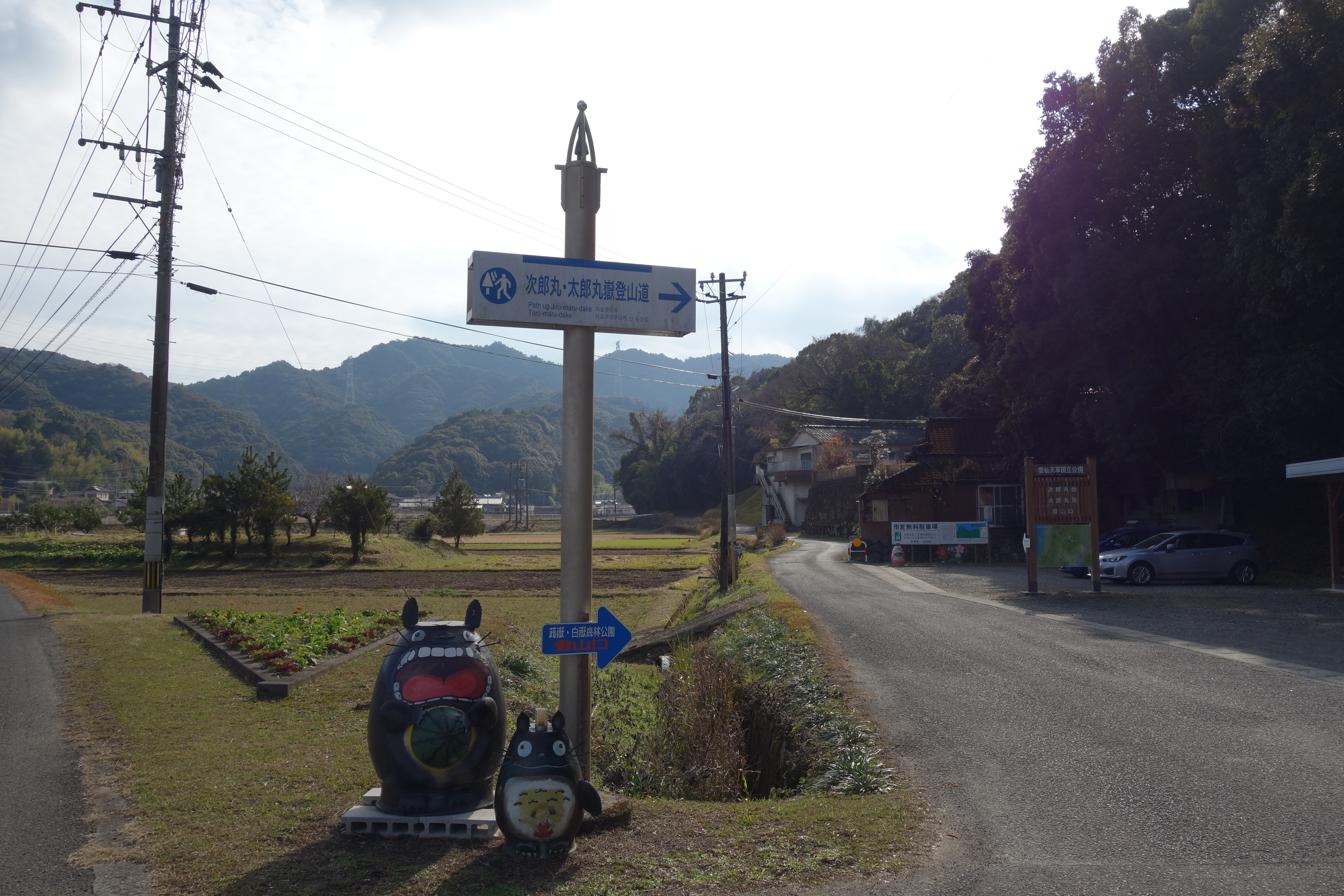
次郎丸岳登山口
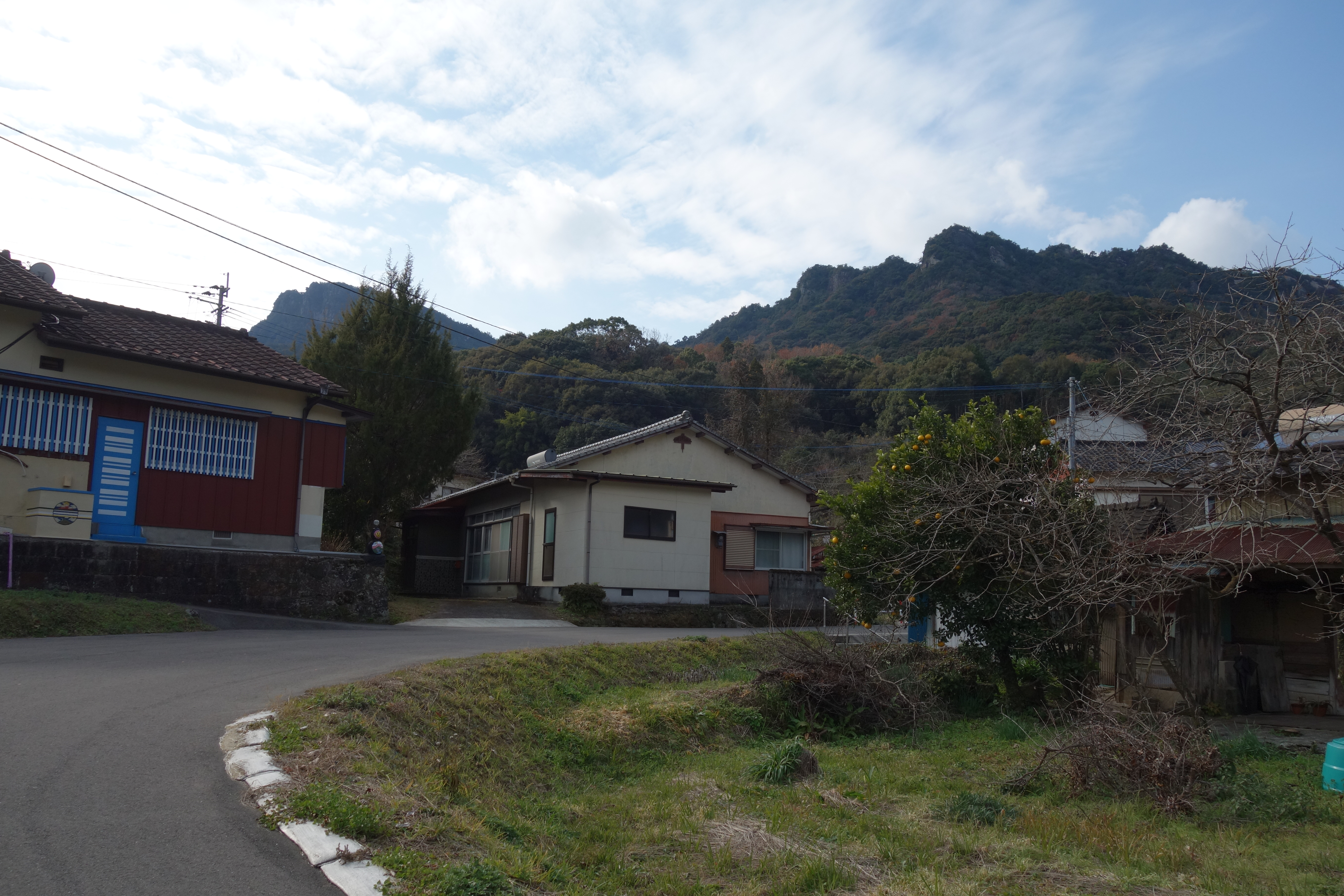
山麓からの次郎丸岳と太郎丸岳
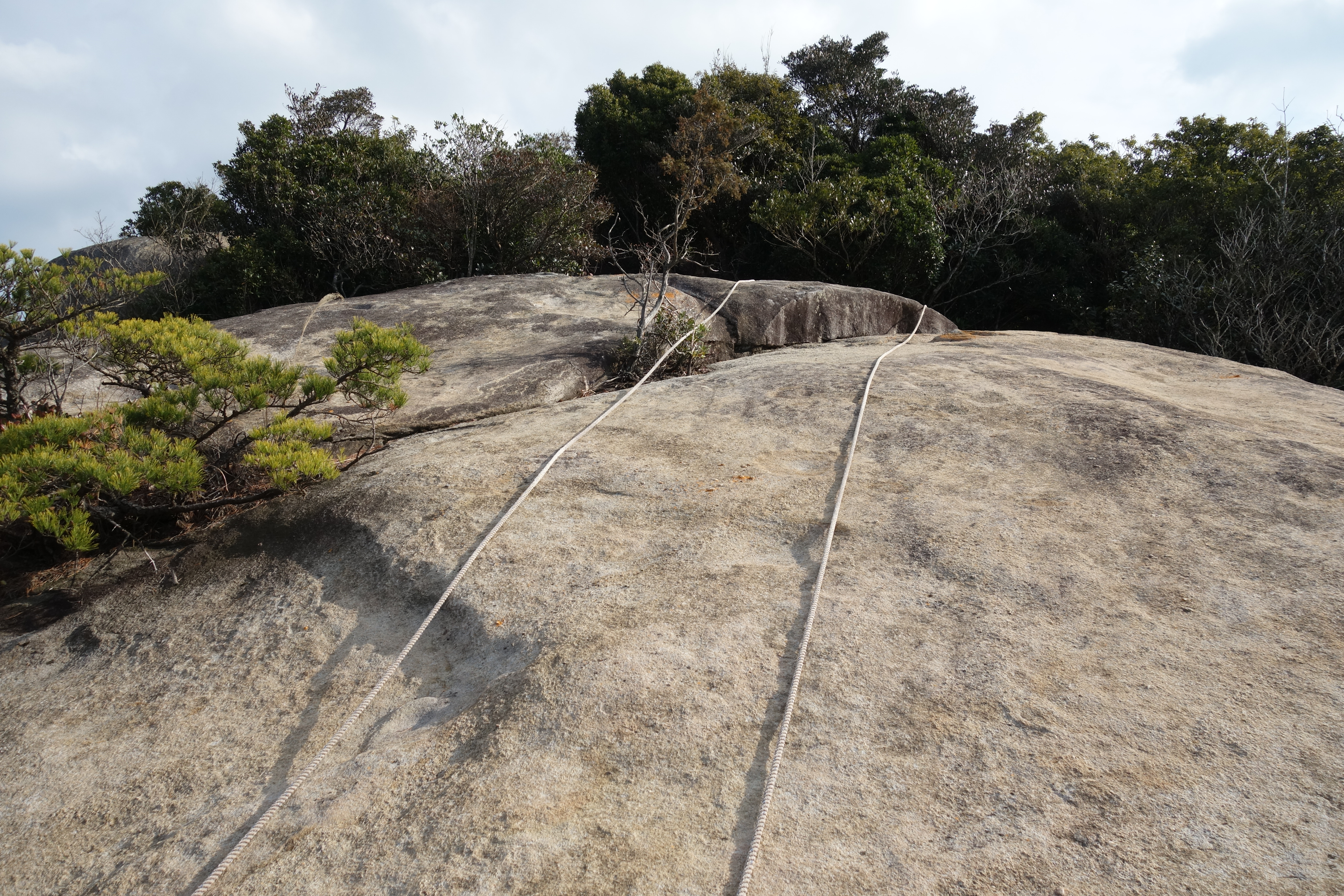
松尾尾根ノ頭
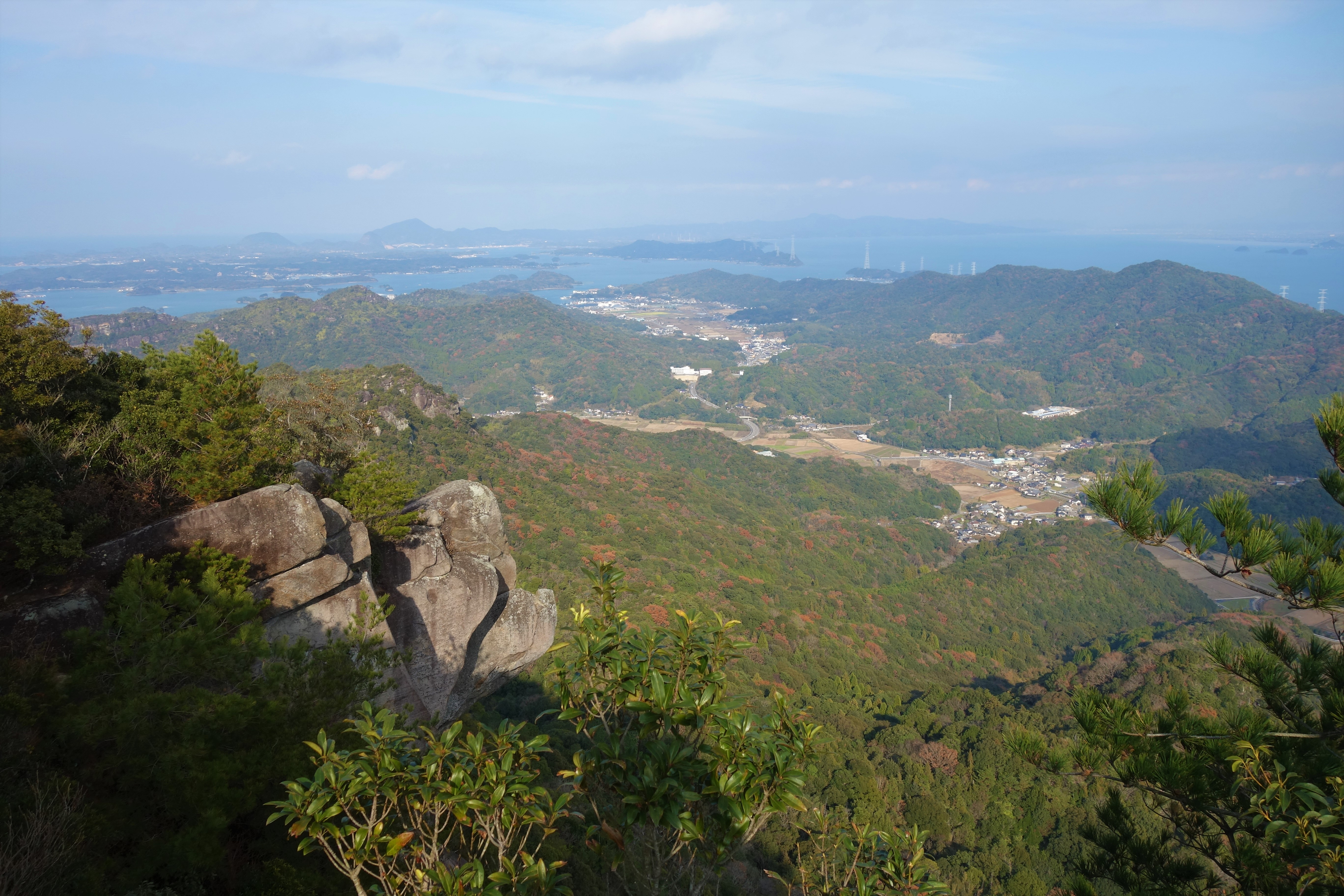
次郎丸岳からのライオン岩
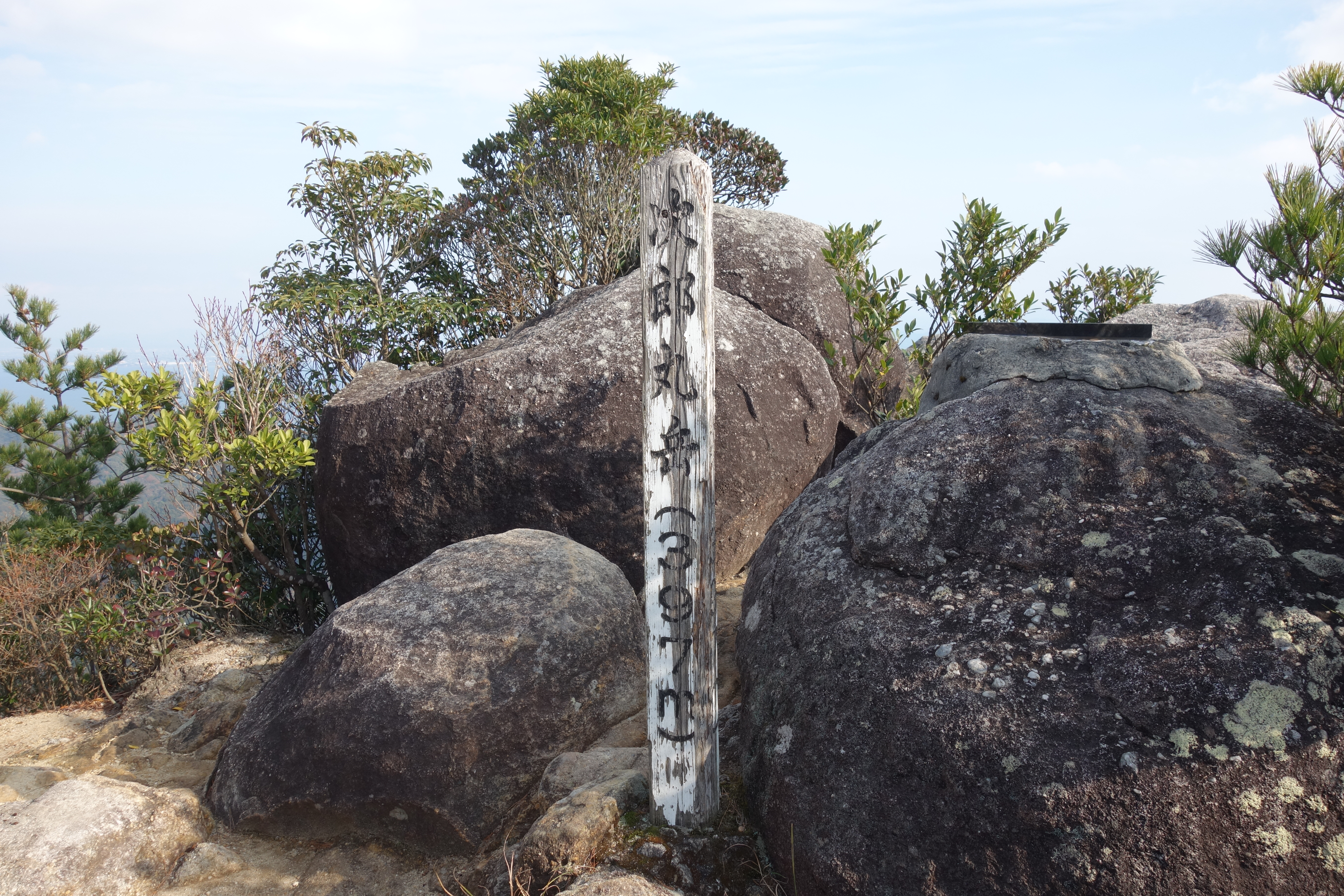
次郎丸岳山頂